# 劉濂 (成化進士)
劉濂（1444年—？），字宗周，山東東昌府臨清縣人，軍籍，明朝政治人物。進士出身。

## 生平
早年出身國子生，山東鄉試第九名。成化十四年（1478年）戊戌科會試第一百二十七名，殿試登進士第二甲第三十三名。歷官工部郎中，弘治六年（1493年）八月升廣西布政司右參政。

## 家族
曾祖父劉義甫。祖父劉公志。父亲劉銳。嫡母朱氏，生母韓氏。永感下。娶宋氏。